# Shedfield
Shedfield is een civil parish in het bestuurlijke gebied Winchester, in het Engelse graafschap Hampshire met 3942 inwoners.